# Ascrea
Ascrea är en ort och kommun i provinsen Rieti i regionen Lazio i Italien. Kommunen hade 240 invånare (2018).